# Macedón nyelv
A macedón nyelv (macedónul македонски јазик/makedonski jazik) az indoeurópai nyelvcsalád szláv ágának délszláv nyelvcsoportjához tartozik, annak is a keleti alcsoportjához. Macedónul kb. 2 millióan beszélnek, főleg Észak-Macedóniában.
A macedón és a bolgár nyelv között magas fokú a kölcsönös érthetőség, mindkét nyelv a horváttól a bolgárig terjedő délszláv dialektuskontinuum része. A macedónt számos nyelvi jelenség kapcsolja össze a bolgárral és különíti el a többi szláv nyelvtől. A két nyelvben nincsenek névszói esetek, elhagyták a főnévi igeneveket is, és a többes szám nyelvtani nemei is egyszerűsödtek, viszont van segédigés múlt idejük. A bolgár és a macedón közötti fő különbség, hogy az utóbbi jobban megőrizte a görög és török jövevényszavakat, illetve az újabb jellegű kifejezéseket inkább a szerbből és nem az (oroszból) egyházi szláv nyelvből  vette át, ahogy a bolgár. Az ábécéik is hasonló eltérést mutatnak, a macedón a szerb ábécére épül.
A macedón nyelv a balkáni nyelvi unióhoz tartozik, a bolgárral – és egyes nem szláv nyelvekkel, mint az albán, a görög, a román – közös sajátosságainak egy része ebből fakad. Ilyen például a (hátravetett) határozott névelő (végartikulus) megléte.
A macedón nyelvet Görögországban szláv vagy makedóniai szláv nyelvnek is nevezik.

## Névhasználat
A macedón nem azonos az ókorban beszélt és később eltűnt makedón nyelvvel. Bár mindkettő indoeurópai nyelv, a makedón a ókori göröggel állt közelebbi rokonságban, míg a macedón a szláv nyelvek csoportjába tartozik. A legtöbb európai nyelvben hiányzik a macedón és a makedón elnevezése közötti (a magyarban meglévő) különbségtétel, ez néha félreértésre ad okot. Görögország politikai kérdéssé emelte ezt a nemzetközi szervezetek színpadán, megkérdőjelezve még Macedónia elnevezését is. Végül 2019-ben az Észak-Macedónia elnevezéssel sikerült rendezni ezt a vitát.

## Hangtan és írásrendszer

### Hangtan

#### Mássalhangzók
A következő táblázat a macedón mássalhangzók rendszerét foglalja össze. A táblázat vízszintes tengelye mentén találhatók a képzési helyek és a zöngésség, a függőleges tengelyen pedig a képzés módja. Az egyes hangoknál felül áll a Nemzetközi fonetikai ábécé (IPA) szerinti és – ha ettől különbözik – a magyar hangjelölés egyenlőségjellel elválasztva. Alul a macedón hangjelölés.
|                 | bilabiális | bilabiális | labiodentális | labiodentális | alveoláris | alveoláris | posztalveoláris | posztalveoláris | palatális | palatális  | veláris   | veláris | laringális | laringális |
|                 | zöngétlen  | zöngés     | zöngétlen     | zöngés        | zöngétlen  | zöngés     | zöngétlen       | zöngés          | zöngétlen | zöngés     | zöngétlen | zöngés  | zöngétlen  | zöngés     |
| --------------- | ---------- | ---------- | ------------- | ------------- | ---------- | ---------- | --------------- | --------------- | --------- | ---------- | --------- | ------- | ---------- | ---------- |
| nazálisok       |            | m м        |               |               |            | n н        |                 |                 |           | ɲ = ny њ   |           |         |            |            |
| zárhangok       | p п        | b б        |               |               | t т        | d д        |                 |                 | c = ty ќ  | ɟ = gy ѓ   | k к       | g г     |            |            |
| réshangok       |            |            | f ф           | v в           | s = sz с   | z з        | ʃ = s ш         | ʒ = zs ж        |           |            |           |         |            | h х        |
| zár-rés hangok  |            |            |               |               | t͡s = c ц   | d͡z = dz ѕ  | t͡ʃ = cs ч       | d͡ʒ = dzs џ      |           |            |           |         |            |            |
| közelítő hangok |            |            |               |               |            | r р l л    |                 |                 |           | j ʎ = ly љ |           |         |            |            |

A macedón mássalhangzórendszer sokban hasonlít a magyar rendszerre. A macedón mássalhangzók között nem találunk olyat, amely ne lenne meg a magyarban is. A fonémák szembenállása is a magyarhoz hasonló megkülönböztető jegyeken alapul: a fő képzési módokon túl a zöngés-zöngétlen, valamint a nem palatális-palatális szembenálláson.

#### Magánhangzók
|                     | Elöl képzett | Hátul képzett |
| ------------------- | ------------ | ------------- |
| Felső nyelvállású   | i = i = и    | u = u = у     |
| Középső nyelvállású |              |               |
| Alsó nyelvállású    | ɛ = e = е    | ɔ = a = о     |
| Legalsó nyelvállású |              | a = ȧ = а     |

A táblázatban a vízszintes tengelyen a nyelv vízszintes, a függőleges tengelyen pedig a nyelv függőleges mozgása szerinti képzési jegyek találhatók. A hangoknál első helyen az IPA, aztán a magyar, végül a macedón hangjelölés áll egyenlőségjelekkel elválasztva.
A macedón magánhangzórendszer kevés elemet tartalmaz. A legszembeötlőbb a rövid-hosszú szembenállás hiánya. Az ⟨e⟩-vel jelölt hang a mi e-nkkel egyezik meg, nem pedig a rövid é-vel. Az ⟨o⟩-val jelölt hang a mi a-nknak felel meg, nem pedig az o-nknak. Az ⟨a⟩ a mi á-nk rövid változatával, nyelvészetben ȧ-val jelölt hanggal azonos.
A macedón nyelvben nincsenek diftongusok. A hosszú-rövid szembenállás helyett a magánhangzók lehetnek hangsúlyosak vagy hangsúlytalanok a szóban. A szóhangsúly a három vagy több szótagos szavakban hátulról a harmadik szótagon van, a két szótagosoknál pedig hátulról a másodikon.

### Írásrendszer
A macedón írásrendszer a cirill ábécé macedón nyelvre adaptált változata. Az írás hangjelölő: egy fonémának egy graféma felel meg. A macedón grafémák monográfok, vagyis egyetlen elemből állnak. Hogy jelöljék azokat a fonémákat, amelyeknek a korai cirill ábécében nem volt írásbeli megfelelője, más grafémákat láttak el mellékjelekkel vagy vontak össze. A macedón ábécé 31 tagból áll, amelyek betűrendben a következők:
| Аа | Бб | Вв | Гг | Дд | Ѓѓ | Ее | Жж | Зз | Ѕѕ | Ии | Јј | Кк | Лл | Љљ | Мм | Нн | Њњ | Оо | Пп | Рр | Сс | Тт | Ќќ | Уу | Фф | Хх | Цц | Чч | Џџ | Шш |

| Macedón | IPA | Magyar hang | Cirill betűs | Cirill betűs | Latin betűs | Latin betűs | Latin betűs |
| Macedón | IPA | Magyar hang | Bolgár       | Szerb        | Horvát      | Szlovén     | Albán       |
| ------- | --- | ----------- | ------------ | ------------ | ----------- | ----------- | ----------- |
| ќ       | c   | ty          | кя           | ћ            | ć           | tj          | q           |
| ѓ       | ɟ   | gy          | гя           | ђ            | đ           | gj          | gj          |
| њ       | ɲ   | ny          | ня           | њ            | nj          | nj          | nj          |
| љ       | ʎ   | ly          | ля           | љ            | lj          | lj          | ll          |
| ј       | j   | j           | й            | j            | j           | j           | j           |
| ѕ       | d͡z  | dz          | дз           | дз           | dz          | dz          | x           |
| џ       | d͡ʒ  | dzs         | дж           | џ            | dž          | dž          | xh          |
| ж       | ʒ   | zs          | ж            | ж            | ž           | ž           | zh          |
| ш       | ʃ   | s           | ш            | ш            | š           | š           | sh          |
| ц       | t͡s  | c           | ц            | ц            | c           | c           | c           |
| ч       | t͡ʃ  | cs          | ч            | ч            | č           | č           | ç           |

- Más cirill betűs írásokhoz hasonlóan bizonyos betűk különböznek nem kurzív és kurzív alakjukban:
 г – г, д – д, и – и, т – т.
- A macedón ábécé bizonyos karakterekei a szerb cirill ábécéből származnak. A ma is használt szerb ábécét Vuk Stefanović Karadžić (1787–1864) szerb nyelvész alkotta meg. 1818-ban adta ki a Српски рјечник истолкован њемачким и латинским ријечма vagyis Szerb szótár párhuzamos német és latin szavakkal című munkáját, ebben használta először a következő grafémákat:
⟨Ј ј⟩, ⟨Љ љ⟩, ⟨Њ њ⟩, ⟨Ћ ћ⟩, ⟨Ђ ђ⟩, ⟨Џ џ⟩.
Ezek közül a ⟨j⟩ a latin j átvétele, a ⟨љ⟩-t a ⟨л⟩ és a ⟨ь⟩ betűk, a ⟨њ⟩-t pedig a ⟨н⟩ és a ⟨ь⟩ betűk összevonásával hozták létre; ⟨ћ⟩ és a ⟨ђ⟩ a djervnek nevezett korai cirill betű újjáélesztése; a ⟨џ⟩ pedig a ⟨ч⟩ betű egy változata, amit korábban a román cirill ábécében használtak a XV. századtól. Az új grafémák betűkombinációkat váltottak.
A Karadžić által kidolgozott ábécé 1868-ban vált hivatalossá Szerbiában, a macedón írás pedig átvette a ⟨ј⟩, ⟨љ⟩ és ⟨њ⟩ jeleket.
- A macedón területek 1944-es visszafoglalása után az akkori kormányzat létrehozott egy bizottságot a macedón nyelv és ábécé sztenderdizálására, ennek eredményeként 1945-ben megszületett a ma is ismert betűkészlet. Hivatalossá tették a szerb ⟨j⟩, ⟨њ⟩, ⟨љ⟩ és ⟨џ⟩ grafémák használatát, felélesztették a korai cirill ábécé ⟨ѕ⟩ betűjét, valamint megalkották a ⟨ќ⟩ és ⟨ѓ⟩ formákat, amelyek a ⟨к⟩ és a ⟨г⟩ betűk éles ékezetes változatai. A ⟨ќ⟩, ⟨ѓ⟩ és ⟨ѕ⟩ betűk csak és kizárólag a macedónban fordulnak elő.
- A macedón és a bolgár nyelv mind hangtanilag, mind nyelvtanilag, mind pedig szókészletileg igen közel áll egymáshoz. Hangjelölésükben mégis jelentős különbség, hogy míg a macedón nyelv monográfokat használ, addig a bolgárban jellemzőek a digráfok. A palatalizáltságot alapvetően a ⟨я⟩ betű hozzáadásával fejezik ki, bár a bolgár nyelvben – az oroszhoz hasonlóan – a ⟨я⟩, ⟨ю⟩ és a ⟨ьо⟩ hangok előtt a bizonyos mássalhangzók lágyulnak vagy palatalizálódik. További eltérés a macedónhoz képest, hogy a dz és dzs hangokat is betűkombinációkkal írják, a dz-t a d és a z hangokat jelölő betűk kombinációjával: ⟨дз⟩, a dzs-t pedig a d és a zs hangokat jelölőkkel: ⟨дж⟩. A területen egyedül a bolgár őrizte meg az j jelölésére a ⟨й⟩-t.

### Szabványos átírások
| Macedón           | Аа | Бб | Вв | Гг | Дд | Ѓѓ    | Ее | Жж    | Зз | Ѕѕ    | Ии | Јј | Кк | Лл | Љљ    | Мм | Нн | Њњ    | Оо | Пп | Рр | Сс    | Тт | Ќќ    | Уу | Фф | Хх | Цц | Чч    | Џџ      | Шш    |
| Magyaros          | Aа | Bb | Vv | Gg | Dd | Gj gj | Eе | Zs zs | Zz | Dz dz | Ii | Jј | Kk | Ll | Lj lj | Mm | Nn | Nj nj | Oо | Pp | Rr | Sz sz | Tt | Tj tj | Uu | Ff | Hh | Cc | Cs cs | Dzs dzs | Ss    |
| Hivatalos macedón | Aа | Bb | Vv | Gg | Dd | Gj gj | Eе | Zh zh | Zz | Dz dz | Ii | Jj | Kk | Ll | Lj lj | Mm | Nn | Nj nj | Oо | Pp | Rr | Ss    | Tt | Kj kj | Uu | Ff | Hh | Cc | Ch    | Dzh dzh | Sh sh |
| ISO 9             | Aа | Bb | Vv | Gg | Dd | Ǵǵ    | Eе | Žž    | Zz | Ẑẑ    | Ii | J̌ǰ | Kk | Ll | L̂l̂    | Mm | Nn | N̂n̂    | Oо | Pp | Rr | Ss    | Tt | Ḱḱ    | Uu | Ff | Hh | Cc | Čč    | D̂d̂      | Š š   |
| BGN               | Aа | Bb | Vv | Gg | Dd | Đđ    | Eе | Žž    | Zz | Dz dz | Ii | Jj | Kk | Ll | Lj lj | Mm | Nn | Nj nj | Oо | Pp | Rr | Ss    | Tt | Ćć    | Uu | Ff | Hh | Cc | Čč    | D̂d̂      | Š š   |

- Az átírások között a magyarosként megjelölt az az átírás, amit a Wikipédia is használ, ennek irányelve, hogy az adott macedón hangot a magyar hangjelöléssel írjuk. A mássalhangzók tehát nem kapnak mellékjeleket, és az alakokat nem a horvát átírás szerint használjuk. A palatalizált hangoknál viszont a palatalizáltságot egy j hozzáírásával jelöljük.
- A hivatalos macedón átírás az, amelyet a macedón tudományos élet és a macedón statisztikai hivatal használ.[3] Ez a palatálizáltságot egy j, a posztalveoláris rés- és zár-rés hangokat pedig egy h hozzáadásával jelöli.
- Az ISO 9 a Nemzetközi Szabványügyi Szervezet (ISO – International Organization for Standardization) 9-es számú szabványa, amely a cirill ábécékkel írt nyelvek latin betűs átírását rögzíti. Ez 1997 óta a hivatalos átírás Magyarországon.
- A BGN rövidítéssel jelölt átírás az egyesült államokbeli és a brit átírást takarja, ezt használják a földrajzi nevek átírásával foglalkozó szervezetek, mint például a United States Board on Geographic Names (BGN) vagy a United Nations Conference on the Standardization of Geographical Names.

## Politikai helyzete
A bolgár nyelvtudományban erőteljesen jelen lévő tendencia a macedón nyelv státuszának, önálló standard jellegének elvitatása. Ez elsősorban a történelmi nézőpontkülönbségekből fakad: a bolgár tudományos és közgondolkodás kizárólag a 20. században kialakult politikai határok, Macedónia és Bulgária állami elkülönülése következményének látja az önálló macedón nyelv létrejöttét. A bolgárok többsége mind a mai napig nyugat-bolgár nyelvjárásnak tekinti a macedónt. Blagoj Sklifov nyelvész véleménye szerint maga a bolgár politika is felelős azért, hogy a macedónt így elválasztják a bolgártól, mert az 1945-ös nyelvi reform során csakis kizárólag a kelet-bulgáriai nyelvjárásokból merítettek a sztenderdizálásnál, amely már korábban is az irodalmi nyelv alapja volt, míg az általa nyugat-bolgár nyelvjárásoknak nevezett macedón nyelvet figyelmen kívül hagyták. A keleti bolgár nyelvjárások túlsúlyára és a nyelv emiatti hiányosságaira már az 1891-ben alakult Fiatal Macedón Nyelvészeti Társaság is rámutatott, azonban nem talált támogatásra, ezért 1894-ben feloszlott. Ezután a macedón területeken is a kelet-bolgár alapú irodalmi nyelvet oktatták az iskolákban, így a helyi nyugati bolgár nyelvjárás különbsége a bulgáriai nyelvjárásokkal szemben csökkent, nem alakult ki semmilyen különálló macedón nyelv. A bolgár irodalmi nyelv oktatását felfüggesztették, tilossá tették, amikor Szerbia kaparintotta meg a területeket a balkáni háborúk során, helyette szerbhorvát nyelvet kellett az iskolákban tanítani. A szerb nyelv kiejtését tekintve befolyásolta a macedón köznyelvet, de ez még nem nyújtotta meg a különbségeket. A jugoszláv királyságban továbbra is tiltott volt a bolgár használata és nem voltak önálló macedón nemzeti törekvések. A szerb uralom ellen szerveződő csoportok (és terrorszervezetek) önmagukat is többnyire bolgárnak definiálták. 1945-ben, a királyi politikával ellentétben, amely az elnyomást célozta, a titói kommunista diktatúra a megosztás eszközéhez nyúlt és kinyilvánította a macedón nyelv és nép önállóságát. A létrejött macedón irodalmi nyelv viszont nem mutatott lényeges különbségeket a bulgáriai bolgártól. Jugoszlávia elszigetelte magát a keleti blokktól és a nyugat felé nyitott, Bulgária ezzel szemben megőrizte a sztálinista izolációs irányvonalat, de még ez sem segítette elő a macedón és a bolgár tényleges szétválását.
Macedónia kiválását az ország lakosságának jelentékeny része nem fogadta túlzott lelkesedéssel, amelynek elsősorban gazdasági okai voltak. Az ország fejletlen, az életszínvonal alacsony, ezért még rengeteg macedón szerb állampolgárságért is folyamodott, mivel így könnyebbé vált a Nyugatra jutás, illetve az ott történő munkavállalás. Az idősebb generáció rendszerint tud szerbül, ezért is orientált Szerbia felé. Az utóbbi években ez a tendencia megváltozni látszik, mivel már nem tanítanak szerb nyelvet az iskolákban, a fiatal macedónok anyanyelvüket használják, ezt pedig nem értik Szerbiában. Nincs viszont ilyen gondjuk Bulgáriában, mivel a két nyelv közti kölcsönös érthetőség szinte kifogástalan. Ezért az ifjabb macedónok manapság bolgár állampolgárságot próbálnak szerezni, mivel érvényesülési esélyei abban az országban, illetve azon országon keresztül jóval nagyobbak.